# Aftershock (film 2010)
Aftershock (唐山大地震S, Tángshān Dà DìzhènP, lett. "Il terremoto di Tangshan") è un film del 2010 diretto da Feng Xiaogang.
La pellicola (il cui titolo internazionale riprende un termine inglese, aftershock, utilizzato per indicare quelle scosse di terremoto minori che seguono un più grande evento sismico) vuole commemorare le 240 000 vittime del terremoto di Tangshan del 1976, attraverso una storia di fantasia riguardante una famiglia che resta segnata dal dolore di quel disastro che rappresenta il più grave terremoto del XX secolo in termini di vittime.
Primo film di produzione cinese distribuito su formato IMAX, a fronte di un budget di 125 milioni yuan ne ha incassati la cifra record, per l'epoca, di 670 milioni.

## Trama
Il 28 luglio 1976 Tangshan è colpita da un terribile terremoto che rade al suolo quasi per intero la città. Li Yuanni è tra i superstiti ma ha perso il marito mentre i suoi due piccoli gemelli di sette anni sono vivi, ma entrambi sepolti dalle macerie della loro casa. I soccorritori sono posti di fronte ad una scelta, apparendo impossibile poter salvare entrambi. Così chiedono alla madre se debbano salvare il figlio maschio o la figlia femmina. La donna, profondamente turbata, sotto pressione finisce per dare la preferenza al bimbo. Li Yuanni fa appena in tempo a piangere la figlia, estratta apparentemente morta, che poi è chiamata in prima persona a portare sulle spalle il figlio gravemente ferito verso il campo in cui si prestano soccorsi.
Mentre la madre assiste il figlio Fang Da (che si riprenderà ma che perderà il braccio sinistro), la figlia Fang Deng miracolosamente si riprende ma, sotto choc, non dà le proprie generalità, per cui viene curata e affiliata all'esercito, come tantissimi altri orfani. Conseguentemente viene adottata da una coppia di militari che la cresce amorevolmente.
Nel 1986, Li Yuanni ha una nuova casa e un nuovo lavoro ma rinuncia a risposarsi vivendo sempre nel ricordo del marito e della figlia persi nella tragedia. Fang Da non prosegue gli studi all'università, come avrebbe voluto la madre, ma si trasferisce in un'altra città con degli amici per cercare fortuna. Fang Deng si iscrive invece alla facoltà di medicina trasferendosi ad Hangzhou dove si innamora subito di un ragazzo più grande. Al quarto anno, dopo aver perso la madre adottiva morta di malattia, resta incinta e deve abbandonare gli studi anche perché rifiuta di abortire come vorrebbe l'immaturo padre con il quale chiude il rapporto. La ragazza non ha mai veramente superato lo choc infantile riguardante la scelta della madre, più dolorosa del terremoto e delle sue terribili conseguenze materiali. Decide così di affrontare la gravidanza e la maternità da sola.
Nel 1995 Fang Deng si ripresenta al padre con la figlia Dan Dan, che ha circa sei anni e lui non ha mai visto, per trascorrere insieme il capodanno e annunciargli il prossimo matrimonio con uno straniero. Fang Da ha fatto fortuna, si è sposato ed ha avuto un bambino, Dan Dan che ora porta alla nonna. Questa non accetta di trasferirsi dal figlio né di traslocare in un appartamento più grande e moderno, restando legata a Tangshan e alla memoria dei suoi cari.
Nel 2008 a Vancouver, dove abita col marito e la figlia ormai diciottenne, Fang Deng vede le immagini di un nuovo terremoto catastrofico in Cina e sente l'impulso di dover dare una mano. Si precipita sul luogo del disastro dove, contemporaneamente, mosso da un analogo impulso, si è portato anche il suo fratello minore gemello. Spossati, dopo una giornata di lavori tra le macerie, i due si ritrovano e riconoscono. Fang Da porta poi la sorella maggiore dalla mamma, con la quale l'incontro è drammatico. La madre si chiede perché la figlia in 32 anni non abbia mai cercato la sua famiglia di origine e quando questa capisce il dramma vissuto da chi ha dovuto fare una scelta e perdere due affetti per sempre, le chiede perdono, ricomponendo un legame familiare che sembrava perduto.
Il film si conclude con un omaggio alle 240.000 vittime del terremo di Tangshan mostrando le immagini di un superstite in visita all'imponente memoriale che si erge oggi nella città cinese, pienamente rinata e proiettata verso il futuro.

## Riconoscimenti
- 2010 - Asia Pacific Screen Awards[4]
  - Miglior film
  - Miglior attore a Chen Daoming
  - Candidatura per la migliore attrice a Xu Fan
  - Candidatura per la miglior regia
  - Candidatura per la miglior sceneggiatura
  - Candidatura per la miglior fotografia
- 2011 - Huading Awards[5]
  - Miglior regista
  - Miglior attrice a Xu Fan
  - Film cinese più votato dal pubblico
- 2011 - Golden Rooster Awards
  - Miglior scenografia
  - Miglior colonna sonora
  - Candidatura per il miglior film
  - Candidatura per il miglior regista
  - Candidatura per la miglior sceneggiatura
  - Candidatura per la miglior attrice a Xu Fan
  - Candidatura per la miglior attrice non protagonista a Zhang Jinchu
  - Candidatura per il miglior suono
- 2011 - Huabiao Awards
  - Film d'eccellenza
  - Interpretazione femminile eccezionale a Xu Fan
- 2011 - Golden Horse Film Festival
  - Candidatura per la miglior attrice a Xu Fan
  - Candidatura per la miglior attrice non protagonista a Zhang Jinchu
  - Candidatura per i migliori effetti speciali
- 2011 - Beijing College Student Film Festival
  - Miglior film
  - Premio degli studenti al regista favorito
- 2011- Hundred Flowers Awards
  - Miglior film
  - Miglior regia
  - Miglior sceneggiatura
  - Miglior attore emergente a Zhang Zifeng
  - Candidatura alla miglior attrice a Xu Fan
  - Candidatura alla miglior attrice non protagonista a Zhang Jinchu